# HD 25631
HD 25631，又名BD-20 769，SAO 169071、HR 1258，是一颗恒星，视星等为6.46，位于銀經214.57，銀緯-45.74，其B1900.0坐标为赤經3h 59m 0.3s，赤緯-20° -45.74′ 11″。